# 松本走り
松本走り（まつもとばしり）とは長野県松本市内でよく見られる自動車運転方法の俗称である。「松本ルール」の別称もある。道路交通法に抵触する。

## 松本走りの特徴
- 対向の直進車が交差点に接近しているにもかかわらず右折を行う[3]（法37条違反）。
- 対向車が左折するスキを見計らって右折を行う[2][3]。
- 信号が青になる直前の全赤時に信号を無視して発進し、右折を行う（いわゆるフライング右折）[3]（法7条違反）。
- 信号が赤に切り替わっても、信号を無視して、前車について右折を行う[2]（法7条違反）。
- 脇道から右折する際、合流しようとする道路における左側車線の走行車の流れをせきとめるかたちで右折待ちをする[3]（法25条の2違反）。
- ウインカーを出さず、後続車を確認しないまま右左折や車線変更または駐停車をする[3]（法施行令第21条違反）。
- 優先道路へ出る際に一時停止をしない[2]（法43条違反）。

## 松本走りの生まれた背景と解決策
JAFMATE2008年4月号によると、城下町であった松本市は細い道の交差点が多く、そのため右折車で渋滞することも多かった。それを回避するため右折優先ルールが生まれたとされている。長野市と比較して右折信号のある交差点が少ないことも要因とされる。
自治体と松本警察署は2003年9月から「交通マナー向上運動」をスタートさせ、バスやタクシーなどに「交差点での強引な右折禁止!」のステッカーを貼るなどの対策をとり、交通ルールの遵守のための啓蒙活動に取り組んでいるが、2022年現在においても強引な右折が散見される。